# Furka-bázisalagút
A Furka-bázisalagút egy bázisalagút Svájcban a Matterhorn-Gotthard-Bahn Furka Oberalp-vasútvonalán Wallis és Uri kanton között.
A 15,4 km hosszúságú, egyvágányú alagút a korábbi vonalvezetéshez képest 600 méternyi további szintkülönbség-emelkedést váltott ki és lehetővé teszi, hogy a vasútvonalon egész évben fennmaradjon a forgalom (a korábbi vonalat telente gyakran hótorlaszok tették járhatatlanná).
Az alagutat 1982. június 25-én nyitották meg.

## Műszaki jellemzői
Az alagútban egy egyvágányú, 1000 mm-es nyomtávolságú vasútvonal halad, mely 11 kV AC 16 2/3 Hz áramrendszerrel van villamosítva. Az alagútban két helyen is forgalmi kitérőket építettek, hogy kapacitását megnöveljék.